# 845 Naëma
845 Naëma è un asteroide della fascia principale del diametro medio di circa 54,36 km. Scoperto nel 1916, presenta un'orbita caratterizzata da un semiasse maggiore pari a 2,9401729 UA e da un'eccentricità di 0,0642309, inclinata di 12,62944° rispetto all'eclittica.
L'origine del suo nome è sconosciuta.